# Heart of Midlothian Football Club
Heart of Midlothian Football Club, più familiarmente Hearts, è un club calcistico scozzese di Edimburgo.
Milita in Scottish Premiership, primo livello del calcio scozzese.
Ha vinto quattro titoli di campione nazionale, otto Coppe di Scozia e quattro Coppe di Lega scozzesi.

## Storia
Le prime informazioni sugli Hearts ci arrivano il 20 luglio 1865 dal giornale The Scotsman, che registra una partita di Cricket tra gli Hearts of Midlothian e lo Scotsman, appunto. Non si sa se però il giornale si riferisse proprio agli Hearts attuali, anche se allora le squadre calcistiche non raramente giocavano altri sport.
La sezione calcistica fu ufficialmente fondata nel 1874. Il nome deriva da quello della sala da ballo dove venne fondato il club (che a sua volta riprendeva quello di una celebre novella di Walter Scott), mentre lo stemma riproduce un mosaico a forma di cuore (chiamatoThe Heart of Midlothian) presente su un marciapiede del Royal Mile di Edimburgo, che ricorda la posizione dove sorgeva nel XV secolo l'edificio Old Tolbooth, demolito nel 1817, che fu centro amministrativo della città, oltre che prigione e uno dei luoghi dove venivano eseguite le pene capitali. Lo stadio di Tynecastle fu utilizzato solo dal 1886.
Gli Hearts vinsero, dopo la Coppa di Scozia del 1891, il double (campionato e coppa) nel 1895, bissando il successo in campionato nel 1897 e ripetendosi in coppa di Scozia nel 1901 e 1906.
Dal 1906 (anno della quarta Scottish Cup) fino al 1954 gli Hearts non vinsero alcun trofeo importante, cogliendo al massimo qualche secondo posto; tuttavia nel decennio seguente godettero di diversi successi, come i due campionati vinti nel 1958 e nel 1960, nonché una Scottish Cup nel 1956 e quattro Scottish League Cup, negli anni 1954, 1958, 1959 e 1962. Il periodo d'oro finì nella stagione 1964-1965, quando gli Hearts vennero sconfitti 2-0 dal Kilmarnock, perdendo il campionato all'ultima giornata per la sola differenza reti.
Da quel momento i Maroons andarono in declino: retrocessero infatti nel 1977 dalla appena creata Scottish Football League. Nonostante l'immediata risalita nel 1978, la squadra di Edimburgo passò gli anni seguenti scendendo e risalendo da una lega all'altra, a causa della sua struttura antiquata, non rinnovata rispetto ad altre squadre. Quando gli Hearts mancarono l'immediata risalita in Premier League, nel 1982 arrivò Wallace Mercier, che riportò il club ai suoi vecchi fasti: arrivarono due volte secondi in Premier Division, nel 1986 e 1988. Nei primi anni novanta gli Hearts ottennero poi un impressionante sfilza di 22 risultati utili consecutivi, tra questi la vittoria sui rivali dell'Hibernian per 2-1 nella Scottish Cup del 1994.
Nel 1998 gli Hearts sconfissero i Rangers vincendo la Scottish Cup dopo quarant'anni. Negli anni seguenti, gli Hearts divennero la terza squadra di Scozia, arrivando spesso terzi in campionato. Nel 2004, il banchiere russo-lituano Vladimir Romanov acquistò la squadra, dichiarando che il suo scopo era quello di vincere la Champions League.
Nella Scottish Premier League 2005-2006 gli Hearts si sono classificati al 2º posto in Scottish Premier League, alle spalle del Celtic, dopo aver comandato a lungo la classifica. Sono stati quindi la prima squadra dalla stagione 1994-1995 a riuscire a frapporsi tra le due compagini dell'Old Firm; nella medesima annata hanno vinto la loro settima Coppa di Scozia in finale contro il Gretna. Nella stagione 2006-2007 la squadra si è piazzata al 4º posto. La stagione seguente è probabilmente la peggiore, infatti gli Hearts vengono sconfitti al quarto turno della Scottish Cup per 1-0 dal Motherwell, dopo un pareggio a Tynecastle per 2-2. Inoltre, non riescono nemmeno a qualificarsi nella "Top Six", il girone formato dalle prime sei squadre della lega, per la prima volta da quando è stato introdotto il "League Split" nel 2001.

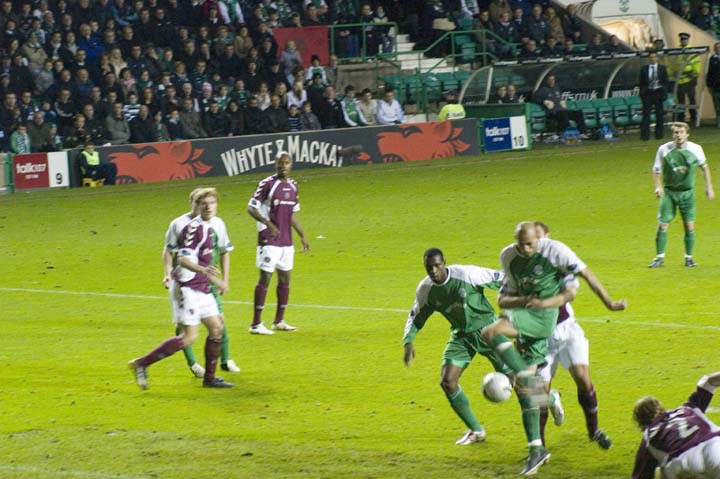
Gli Hearts in azione contro l' nel 2006

A luglio 2008 l'ungherese Csaba László divenne il nuovo allenatore della squadra. Ad inizio stagione, gli Hearts ottengono una serie di risultati altalenanti, ma poi vincono cinque partite di fila, sconfiggendo anche i Rangers e qualificandosi terzi. Alla pausa invernale della stagione 2008-2009 i Maroons con 30 punti sono terzi, posizione che occuperanno a fine campionato con 59 punti, qualificandosi per la UEFA Europa League. In Scottish Cup, dopo aver sconfitto l'Hibernian per 2-0 vengono sconfitti ed eliminati dal torneo dal Falkirk. Invece, vengono immediatamente eliminati dalla Scottish League Cup dall'Airdrie United per 4-3 dopo i calci di rigore.
La stagione 2009-2010 parte con la travolgente sconfitta ad opera del Dinamo Zagabria in Europa League per 4-0, sconfitta resa meno amara dalla vittoria per 2-0 a Edimburgo che sancisce comunque l'eliminazione dei Maroons. Il campionato vede gli Hearts giocare una pessima stagione, tanto che alla 14º giornata sono appena settimi con 13 punti: nonostante ciò in Coppa di Lega scozzese riescono a battere il Celtic per 1-0 in casa. Nel primo derby della stagione l'Hearts pareggia 0-0 con l'Hibernian. Csaba Laszlo, a seguito di pessime prestazioni, viene anche esonerato, e sostituito da Jim Jefferies. L'annata continua in maniera altalenante, e i granata chiudono al 7º posto, senza qualificarsi alle coppe europee.
La stagione 2010-2011 si conclude con un buon 3º posto, che porta i Maroons in Europa League. Nonostante ciò, Jefferies viene esonerato e sostituito da Paulo Sérgio Bento Brito, ex allenatore dello Sporting Lisbona. Gli Hearts cominciano la successiva avventura europea dapprima superando gli ungheresi del Paksi venendo eliminati ai preliminari di Europa League dal Tottenham (5-0 per gli Spurs a Edimburgo, 0-0 a Londra). La prima parte della stagione 2011-2012 è caratterizzata dalle vicissitudini societarie, con i conseguenti problemi finanziari che portano molti dei giocatori a lasciare la squadra a gennaio, ma il buon lavoro dell'allenatore porta i Jambos a conquistare un'altra qualificazione in Europa League. Infatti, in campionato la squadra giunge al 5º posto finale, mentre in Coppa di Scozia il cammino è ancor più esaltante. Dopo aver eliminato St. Johnstone, St. Mirren e soprattutto Celtic in semifinale, i granata giungono all'atto conclusivo del torneo dove si trovano di fronte i concittadini dell'Hibernian. La finale sarà però a senso unico con una vittoria pesantissima per 5-1 degli Hearts che alzano così la loro ottava Coppa di Scozia. Paulo Sérgio tuttavia si dimette, venendo sostituito da John McGlynn; gli Hearts iniziano la nuova stagione venendo eliminati dall'Europa League già ai playoff dal Liverpool, vincente per 1-0 ad Edimburgo e poi bloccato ad Anfield Road per 1-1. In campionato (reso particolare dalla mancanza dei Rangers, falliti e retrocessi) hanno ottenuto soltanto il decimo posto, ma sono giunti sino in finale di Coppa di Lega scozzese, subendo una sconfitta per 3-2 dal St. Mirren.
Il 17 giugno 2013, poco dopo la fine del campionato, la squadra è andata in amministrazione controllata a causa di un debito di 25 milioni di sterline a seguito del fallimento della Ūkio bankas, la società del proprietario Vladimir Romanov. Per questo motivo gli Hearts hanno dovuto iniziare la stagione 2013-2014 con 15 punti di penalizzazione e a fine stagione sono retrocessi, piazzandosi all'ultimo posto in classifica. Il 21 marzo 2015, grazie alla vittoria per 3-0 sul campo del Falkirk, il club ha fatto ritorno in Scottish Premier League dopo appena un anno, ottenendo l'aritmetica vittoria del campionato di seconda divisione.
Nella Premiership 2015-2016 gli Hearts partono con cinque vittorie consecutive e il primo posto in solitaria dalla terza alla sesta giornata. Col trascorrere della stagione perdono progressivamente contatto dal Celtic prima e dall'Aberdeen poi, e concludono il campionato al terzo posto, qualificandosi per la UEFA Europa League 2016-2017. In coppa di Scozia sono eliminati dall'Hibernian, negli ottavi di finale.
La stagione successiva vede la squadra, meno brillante rispetto all'anno precedente, classificarsi al quinto posto. In Europa League gli Hearts vengono eliminati al secondo turno dai maltesi del Birkirkara dopo aver eliminato nel turno precedenti gli estoni dell'Infonet, mentre in Coppa di Scozia sono nuovamente eliminati dall'Hibernian, che come l'anno precedente si impone negli ottavi di finale.
In Premiership 2017-2018 si classifica al sesto posto. In Coppa di Scozia si ripropone per il terzo anno consecutivo il derby contro l'Hibernian, ai sedicesimi di finale; questa volta sono gli Hearts a passare il turno, ma sono poi sconfitti ai quarti di finale dal Motherwell.
Nella Premiership 2018-2019 gli Hearts si ritrovano primi dopo due giornate e mantengono la vetta della classifica per tutta la prima parte di stagione. Alla tredicesima giornata vengono superati dal Celtic, poi da Rangers e Kilmarnock, a quel punto perdono definitivamente contatto dalle posizioni di vertice; sorpassati in seguito anche da Aberdeen e Hibernian, concludono il campionato al sesto posto. Raggiungono inoltre la finale di Scottish Cup, ma sono sconfitti 1-2 dal Celtic.
Nel campionato successivo il club naviga in bassa classifica, scivolando poi all'ultimo posto dalla ventesima giornata. L'interruzione della Premiership a causa della pandemia di COVID-19 e la cristallizzazione della classifica al trentesimo turno sancisce la retrocessione in Championship, a soli cinque anni dalla precedente risalita. In Scottish Cup, invece, gli Hearts raggiungono nuovamente la finale e si scontrano ancora col Celtic, che prevale ai calci di rigore.
In Championship 2020-2021 la squadra granata è prevedibilmente protagonista: diventa capolista solitaria già dalle prime giornate e la vittoria matematica arriva al quartultimo turno, e con essa la promozione in Premiership. Conclude la stagione con 57 punti e un vantaggio di +12 sul Dundee secondo.
Tornati in massima serie, durante le prime giornate gli Hearts conducono la classifica insieme all'Hibernian, dopodiché entrambe le squadre di Edimburgo cedono il passo alla rimonta di Rangers e Celtic; gli Hearts si stabilizzano dunque al terzo posto per il resto del campionato. In Scottish Cup sono sconfitti in finale dai Rangers (0-2 ai supplementari).
Nei campionati successivi mantengono la parte alta della classifica. La stagione 2021-2022 vede gli Hearts chiudere la stagione al terzo posto, potendo così qualificarsi agli spareggi dell'UEFA Europa League 2022-2023. Nella stagione 2022-23 si piazzano quarti in campionato, mentre in Europa vengono dapprima eliminati negli spareggi di Europa League dallo Zurigo ma disputano la fase a gironi della Conference League, venendo inseriti nel Gruppo A che chiudono dietro a İstanbul Başakşehir e Fiorentina ma davanti al RFS Riga grazie alle due vittorie per 0-2 e 2-1 sulla squadra lettone. Nella stagione 2023-24 giungono terzi, raggiungendo inoltre le semifinali di Coppa di Scozia e Coppa di Lega, venendo però eliminati in entrambe le occasioni dai Rangers. Nella stagione 2024-2025, l'avvio in campionato è pessimo, mentre il terzo posto dell'anno precedente permette ai granata di partecipare agli spareggi per l'accesso all'Europa League, venendo però superati nel doppio confronto dal Viktoria Plzeň. Gli Hearts possono però approdare alla nuova fase a campionato della UEFA Conference League 2024-2025. Chiudono però questa fase al 25° posto con 7 punti, venendo eliminati, dopo 2 vittorie su Dinamo Minsk e Omonia, 1 pareggio e 3 sconfitte.

## Colori e simboli

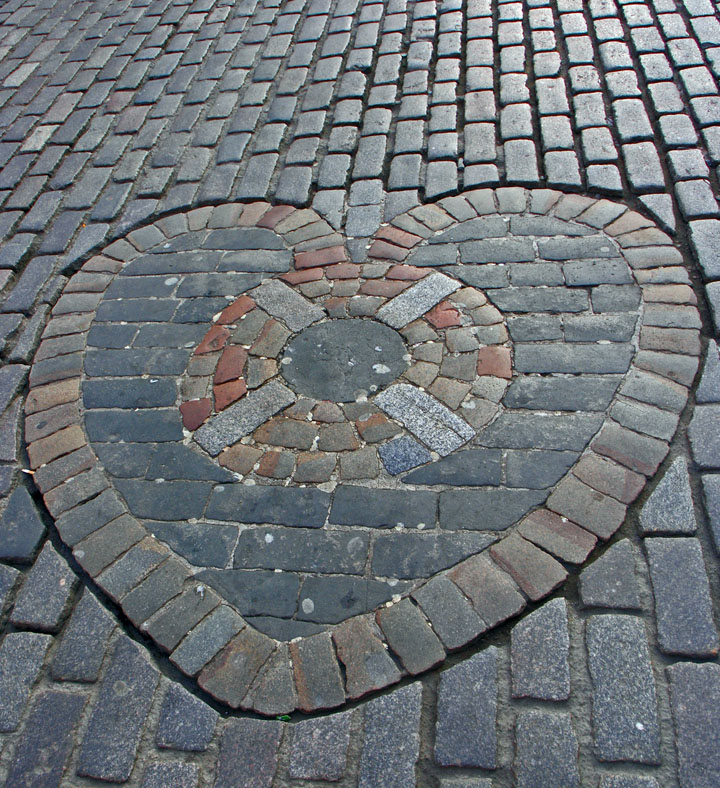
The Heart of Midlothian, il mosaico posto di fronte alla cattedrale di Edimburgo (2004).

Il colore sociale è il granata, da cui il soprannome Maroons. Nella divisa originaria il colore predominante era il bianco, ma venne poi relegato a favore del granata, rimanendo soltanto nelle rifiniture della maglia e nei calzoncini.
Il simbolo è un cuore, derivato da un mosaico costruito sul marciapiede del Royal Mile, una celebre strada di Edimburgo, davanti alla Cattedrale di Sant'Egidio.

## Strutture

### Stadio
Lo stadio degli Hearts è il Tynecastle Stadium, situato nell'area di Gorgie e costruito nel 1886 per sostituire il precedente Meadows Park. Può contenere fino a 17.420 persone.

## Diffusione nella cultura di massa
Gli Hearts ed i loro tifosi fanno diverse apparizioni nei romanzi di Irvine Welsh, nonostante questi sia notoriamente tifoso, come buona parte dei protagonisti delle sue opere, dei rivali dell'Hibernian. In particolare, il personaggio di Diane, la fidanzata di Mark Renton, che compare in Trainspotting e Porno, si dichiara, proprio in quest'ultimo, tifosa degli Hearts. Carl Ewart, uno dei quattro protagonisti di Colla, è un tiepido tifoso degli Hearts rispetto al padre che è un sostenitore del Kilmarnock. Molti personaggi di contorno di Godetevi la corsa, che è in buona parte ambientato a Gorgie, quartiere protestante di Edimburgo, sono accesi tifosi degli Hearts. Dei maroons è infine tifoso anche Bruce Robertson, il protagonista di Il Lercio, come anche buona parte dei personaggi del medesimo. Derek William Dick meglio conosciuto come Fish, ex cantante dei Marillion e, dopo l'uscita dalla band, solista in proprio, si è dichiarato tifoso degli Hearts. Non a caso i Marillion nel periodo in cui Fish era frontman dedicarono una canzone alla squadra. Nella seconda stagione della serie televisiva Succession, la famiglia Roy si reca in Scozia per festeggiare il 50° anniversario di Logan Roy, capo dell'azienda. Il figlio di Logan, Roman (interpretato da Kieran Culkin) vuole impressionare il padre acquistando gli Hearts, la squadra di calcio che ritiene essere la preferita dal padre. Tuttavia, più avanti nell'episodio si scopre che Roman ha completamente travisato il tifo del padre, poiché Logan è in realtà un sostenitore dell'Hibernian, diretti rivali cittadini degli Hearts.

## Allenatori
- 1901-03  Peter Fairley
- 1903-08  William Waugh
- 1908-09  James McGhee
- 1910-19  John McCartney
- 1919-35  Willie McCartney
- 1935-37  David Pratt
- 1937-40  Frank Moss
- 1941-51  David McLean
- 1951-66  Tommy Walker
- 1966-70  John Harvey
- 1970-74  Bobby Seith
- 1974-77  John Hagart
- 1977-80  Willie Ormond
- 1980-81  Bobby Moncur
- 1981  Tony Ford
- 1982-90  Alex MacDonald (1986-88 con Sandy Jardine)
- 1990-93  Joe Jordan
- 1993-94  Sandy Clark
- 1994-95  Tommy McLean
- 1995-00  Jim Jefferies
- 2000-04  Craig Levein
- 2004-05  John Robertson
- 2005  George Burley
- 2005-06  Graham Rix
- 2006-07  Valdas Ivanauskas
- 2007-08  Anatolij Korobochka
- 2008  Stephen Frail
- 2008-10  Csaba László
- 2010-11  Jim Jefferies
- 2011-12  Paulo Sérgio
- 2012-13  John McGlynn
- 2013-14  Gary Locke
- 2014-16  Robbie Neilson
- 2016-17  Ian Cathro
- 2017-19  Craig Levein
- 2019-20  Daniel Stendel
- 2020-23  Robbie Neilson
- 2023-  Steven Naismith

## Palmarès

### Competizioni nazionali
- Campionato scozzese: 4

1894-1895, 1896-1897, 1957-1958, 1959-1960
- Coppa di Scozia: 8

1890-1891, 1895-1896, 1900-1901, 1905-1906, 1955-1956, 1997-1998, 2005-2006, 2011-2012
- Scottish League Cup: 4

1954-1955, 1958-1959, 1959-1960, 1962-1963
- Scottish Championship: 3

1979-1980, 2014-2015, 2020-2021

### Competizioni regionali
- East of Scotland Shield: 60

### Competizioni giovanili
- Milk Cup: 1

1994

### Competizioni internazionali
- Football World Championship: 1

1901-1902

## Statistiche e record

### Statistiche di squadra

#### Partecipazioni ai campionati
| Livello | Categoria                 | Partecipazioni | Debutto   | Ultima stagione | Totale |
| ------- | ------------------------- | -------------- | --------- | --------------- | ------ |
| 1°      | Scottish Football League  | 9              | 1890-1891 | 1920-1921       | 122    |
| 1°      | Scottish Division One     | 64             | 1893-1894 | 1974-1975       | 122    |
| 1°      | Scottish Division A       | 5              | 1946-1947 | 1950-1951       | 122    |
| 1°      | Scottish Premier Division | 19             | 1975-1976 | 1997-1998       | 122    |
| 1°      | Scottish Premier League   | 15             | 1998-1999 | 2012-2013       | 122    |
| 1°      | Scottish Premiership      | 10             | 2013-2014 | 2024-2025       | 122    |
| 2°      | Scottish First Division   | 4              | 1977-1978 | 1982-1983       | 6      |
| 2°      | Scottish Championship     | 2              | 2014-2015 | 2020-2021       | 6      |

#### Statistiche nelle competizioni UEFA
Tabella aggiornata alla fine della stagione 2024-2025.
| Competizione                  | Partecipazioni | G  | V  | N | P  | RF | RS |
| ----------------------------- | -------------- | -- | -- | - | -- | -- | -- |
| Champions League              | 3              | 8  | 2  | 1 | 5  | 8  | 16 |
| Coppa delle Coppe             | 3              | 10 | 3  | 3 | 4  | 16 | 14 |
| Coppa UEFA/UEFA Europa League | 16             | 54 | 22 | 8 | 24 | 63 | 68 |
| UEFA Conference League        | 3              | 16 | 5  | 1 | 10 | 17 | 34 |
| Coppa delle Fiere             | 3              | 12 | 4  | 4 | 4  | 20 | 20 |

#### Primati
- Maggiore affluenza di pubblico: 53.396 vs Rangers, Coppa di Scozia 3rd Round, 13 febbraio, 1932
- Record di presenze: Gary Mackay, 640 (515 L, 58 SC, 46 LC, 21 E) 1980 - 1997 Archiviato il 4 novembre 2006 in Internet Archive.
- Record di presenze in campionato: Gary Mackay, 515
- Record di gol in campionato: John Robertson, 214, 1983-1998  Archiviato il 6 novembre 2006 in Internet Archive.
- Record di gol in una stagione: Barney Battles, 44,
- Acquisto record: Mirsad Bešlija, 850.000 sterline, Genk, 2006

### Statistiche individuali
| Record di presenze - 516 Gary Mackay (1980-97) - 512 John Robertson (1982-98) - 476 Henry Smith (1981-96) - 394 Jim Cruickshank (1960-77) - 366 Walter Kidd (1977-94) - 352 Alan Anderson (1964-76) - 345 John Colquhoun (1985-96) - 339 Peter Nellies (1908-21) - 337 John Cumming (1950-66) - 329 Craig Levein (1983-95) | Record di reti - 214 John Robertson (1982-98) - 206 Jimmy Wardhaugh (1946-60) - 183 Willie Bauld (1948-62) - 153 Jock White (1921-34) - 136 Barney Battles jr. (1928-36) - 124 Bobby Walker (1896-14) - 115 Alfred Conn (1944-58) - 107 Thomas Walker (1932-49) - 105 Andy Black (1935-46) - 93 Donald Ford (1964-76) |

## Tifoseria

### Rivalità
La rivalità più sentita è coi concittadini dell'Hibernian, contro cui gli Hearts disputano il derby di Edimburgo, uno dei più antichi in assoluto essendo la prima partita risalente al 1875.

## Organico

### Rosa 2024-2025
I dati sono aggiornati al 1° dicembre 2024.
| N. |                         | Ruolo | Calciatore              |
| -- | ----------------------- | ----- | ----------------------- |
| 1  | Scozia (bandiera)       | P     | Craig Gordon (capitano) |
| 2  | Inghilterra (bandiera)  | D     | Frankie Kent            |
| 3  | Scozia (bandiera)       | D     | Stephen Kingsley        |
| 4  | Scozia (bandiera)       | D     | Craig Halkett           |
| 6  | RD del Congo (bandiera) | C     | Beni Baningime          |
| 7  | Inghilterra (bandiera)  | C     | Jorge Grant             |
| 8  | Australia (bandiera)    | C     | Calem Nieuwenhof        |
| 9  | Scozia (bandiera)       | A     | Lawrence Shankland      |
| 10 | Scozia (bandiera)       | A     | Barrie McKay            |
| 12 | Scozia (bandiera)       | P     | Ryan Fulton             |
| 14 | Australia (bandiera)    | C     | Cameron Devlin          |
| 15 | Austria (bandiera)      | C     | Michael Steinwender     |
| 16 | Scozia (bandiera)       | C     | Blair Spittal           |
| 17 | Scozia (bandiera)       | C     | Alan Forrest            |

| N. |                        | Ruolo | Calciatore      |
| -- | ---------------------- | ----- | --------------- |
| 18 | Inghilterra (bandiera) | C     | Malachi Boateng |
| 19 | Belgio (bandiera)      | A     | Elton Kabangu   |
| 20 | Inghilterra (bandiera) | C     | Yan Dhanda      |
| 21 | Scozia (bandiera)      | A     | James Wilson    |
| 22 | Scozia (bandiera)      | C     | Aidan Denholm   |
| 23 | Scozia (bandiera)      | D     | Lewis Neilson   |
| 27 | Norvegia (bandiera)    | C     | Sander Kartum   |
| 28 | Scozia (bandiera)      | P     | Zander Clark    |
| 29 | Scozia (bandiera)      | D     | James Penrice   |
| 30 | Scozia (bandiera)      | D     | Jamie McCart    |
| 35 | Scozia (bandiera)      | D     | Adam Forrester  |
| 37 | Gambia (bandiera)      | A     | Musa Drammeh    |
| 77 | Costa Rica (bandiera)  | A     | Kenneth Vargas  |
| 82 | Costa Rica (bandiera)  | D     | Gerald Taylor   |